# Bernalperna
Bernalperna (tyska: Berner Alpen, franska: Alpes bernoises, italienska: Alpi bernesi) är en grupp berg i västra Alperna, belägen i Schweiz kantoner Bern, Valais och Vaud. 

## Omfattning
Det finns ingen överallt accepterad indelning av Alperna. Kartor visar ofta Bernalperna som  bergen mellan Rhone och Aare, med obestämd gräns i nordväst.

Här definieras Bernalperna som området mellan Rhone, Aare, Simme, övre Saane, Col du Pillon och Grande Eau, vilket anges på kartan i faktarutan.

### Jämförelse med SOIUSA
Sergio Marazzis orografiska indelning, SOIUSA, från 2006 betecknar den högalpina delen med 12.II (Bernalperna i snäv mening) och 12.III (Vaud-Alperna). Dessutom tillkommer en del av 14.II (Berner Voralpen).

## Naturgeografi

### Naturskydd
Här finns Jungfrau-Aletsch-naturskyddsområdet, med Aletschglaciären som är en av Alpernas största.

## Kulturgeografi

### Befolkning
De större orterna: Sion, Sierre och Thun ligger alla i utkanten av Bernalperna.
Kantonerna Bern och Vaud är reformert präglade medan Valais har romersk-katolska traditioner. I Vaud och västra Valais talas franska, i övrigt schweizertyska.

### Näringar
Alpängar, vin- och fruktodlingar brukas intensivt. Dessutom finns arbetstillfällen inom turism, kommunikationer och vattenkraft.

### Turism
I Bernalperna finns många orter med sommar- och vinterturism. Till de internationellt välkända hör Interlaken, Wengen, Adelboden, Gstaad och Crans-Montana.

### Kommunikationer

#### Fjärrtrafik
Bernalperna korsas av två näraliggande järnvägstunnlar i nord-sydlig riktning: 
- Den gamla Lötschbergtunneln från Kandersteg till Goppenstein, med biltåg.
- Lötschberg-bastunneln från Frutigen till Visp

Dessa tunnlar har anslutning till huvudjärnvägarna Bern-Interlaken och Lausanne-Brig-Milano.

#### Lokala kommunikationer
Den lokala kollektivtrafiken besörjs av smalspåriga järnvägar, postbussar, kuggstångsbanor, bergbanor och linbanor. BLS driver båttrafik på Thunsjön och Brienzsjön. Flera turistorter som Wengen, Mürren och Bettmeralp nås inte med privatbil.

### Fotnoter
1. ↑  Ewerlöf, Schulz, Withen (1977). Turen går till Schweiz. Stockholm: Almqvist & Wiksell. sid. 4f. ISBN 91-20-04535-2
2. ↑  Davanzo et al (2019). Durchblick, Geographie Geschichte, Band II. Braunschweig: Westermann. sid. 330f. ISBN 978-3-14-140230-8.
3. ↑  SOIUSA, PDF, 1.6MB med kartor, italienska.
4. ↑  ”Swiss Alps Jungfrau-Aletsch” (på engelska). UNESCO. Arkiverad från originalet den 5 september 2015. https://web.archive.org/web/20150905181939/http://whc.unesco.org/en/list/1037. Läst 7 mars 2016.